# Herbert Busemann

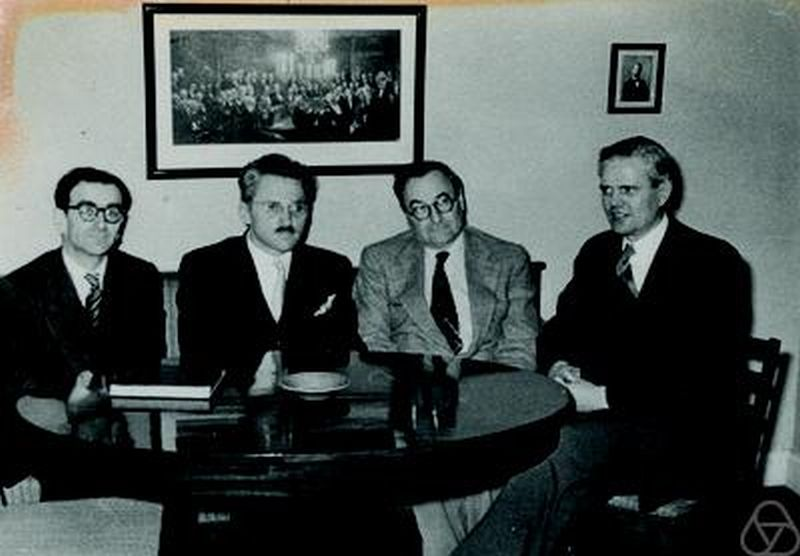
Busemann (zweiter von rechts) mit Werner Fenchel, Alexander Alexandrow, Børge Jessen (1954)

Herbert Busemann (* 12. Mai 1905 in Berlin; † 3. Februar 1994) war ein deutschamerikanischer Mathematiker.

## Leben und Wirken
Busemann wurde als Sohn des Finanzdirektors Alfred Busemann in Berlin geboren. Er ging in Frankfurt und Essen zur Schule, sollte ursprünglich wie sein Vater Geschäftsmann werden (was zu zweieinhalb – so Busemann – verlorenen Jahren nach dem Abitur in der Geschäftswelt führte) und studierte Mathematik in München, Göttingen, Paris und Rom. Er promovierte 1931 an der Universität Göttingen bei Richard Courant (Über die Geometrien, in denen die „Kreise mit unendlichem Radius“ die kürzesten Linien sind), wobei die Dissertation von Pawel Sergejewitsch Alexandrow angeregt war und teilweise in Protest gegen Courant verfasst. Nach Busemann vertrat Courant in Göttingen eine teilweise sehr konservative Sicht auf die Mathematik (zum Beispiel versuchte er das Lebesgue-Integral zu unterbinden) und die russischen Gäste wie Alexandrow füllten eine Lücke, indem sie moderne Konzepte wie algebraische Topologie vertraten. Da damals wirtschaftliche Depression herrschte hatte Courant Schwierigkeiten sein Institut zu finanzieren und drängte Busemann dazu unbezahlter Assistent bei ihm und Gustav Herglotz zu werden (was anderen jungen Mathematikern ermöglichte eine Stellung zu bekommen), wohl wissend, dass Busemanns Vater finanziell gut dastand. Courant wandte sich auch direkt an Busemanns Vater, um finanzielle Unterstützung für sein Institut zu erhalten. 1933 emigrierte Busemann, der einen jüdischen Großvater hatte, aus Deutschland nach Kopenhagen, wo er Dozent an der Universität war. 1936 bis 1939 war er am Institute for Advanced Study in Princeton und 1939 Instructor am Swarthmore College und der Johns Hopkins University. Ab 1940 war er Instructor und dann Assistant Professor am Illinois Institute of Technology. Die Zeit beschrieb er später als elend, da der Leiter der Mathematikabteilung im Grunde keine Ausländer und auch keine mathematische Forschung wollte, andererseits aber gerade dazu von der Hochschulleitung gedrängt wurde. Er hielt weiter Kontakt zu Courant in den USA, allerdings mehr in praktischen Angelegenheiten. 1945 war er Assistant Professor am Smith College in Northampton und 1947 Professor an der University of Southern California, wo er bis zu seiner Emeritierung 1970 blieb und 1964 Distinguished Professor wurde.
Busemann beschäftigte sich vor allem mit Differentialgeometrie, der Geometrie konvexer Flächen, geodätischer Kurven, Finsler-Geometrie und Grundlagen der Geometrie im Rahmen des Riemann-Helmholtz Raumproblems und mit isoperimetrischen Problemen. Nach ihm ist die Busemann-Funktion benannt. Er befasste sich ausführlich mit Geometrien, in denen die Gerade die kürzeste Verbindung ist (Gegenstand des Vierten der Hilbertschen Probleme). Nach Papadopoulos wirkte er in den USA in relativer Isolation (bis auf seine Doktoranden, zu denen er eine enge Beziehung hatte) und sein Werk wurde zwar in der Sowjetunion geschätzt, wo Alexander Danilowitsch Alexandrow mit seiner Schule eine ähnliche Rückbesinnung auf grundlegende Prinzipien der Geometrie im Sinne Euklids verfolgte (synthetische globale Geometrie), im Westen aber erst mit den Erfolgen von William Thurston und Michail Leonidowitsch Gromow ab den 1980er Jahren. Hinzu kam dass er nicht den jeweiligen mathematischen Trends folgte, sondern eigenen Ideen. In einem Artikel in der Los Angeles Times vom 14. Juni 1985 anlässlich des Lobatschewski-Preises für Busemann wird er zitiert: „Wenn ich ein Verdienst habe, dann das, dass ich nicht davon beeinflusst bin was andere Leute tun,“ und: „Jedes scheinbar schwierige Problem kann mit sehr einfachen Methoden bezwungen werden. Das ist eine Eigenschaft von vielen meiner Arbeiten. Ich sehe eine einfache geometrische Überlegung, die andere übersehen haben.“
Nach ihm und seinem Doktoranden Clinton Myers Petty ist das Busemann-Petty-Problem benannt (1956). Seien K, L symmetrische konvexe Körper im n-dimensionalen euklidischen Raum. Wenn das (n-1)-dimensionale-Volumen sämtlicher Hyperflächen-Schnitte durch den Ursprung von K größer gleich dem der von L ist, ist das n-dimensionale Volumen von K dann auch größer gleich dem von L? Dies trifft nach Busemann und Petty zu, wenn L eine Kugel ist. Im Allgemeinen ist es bis n=4 richtig, in höheren Dimensionen aber falsch. Zuerst zeigte Claude Ambrose Rogers mit D. G. Larman, dass es in zwölf und mehr Dimensionen falsch ist (1975). 1988 bewies Erwin Lutwak, dass das Problem eine positive Lösung hat genau dann, wenn die Körper die von ihm eingeführten Schnittkörper (engl. intersection bodies) sind. Richard J. Gardner zeigte 1994 die Gültigkeit für n=3 und Gao Yong Zhang für n=4 (1994). Einen einheitlichen Beweis in allen Dimensionen gaben schließlich Alexander Koldobsky, Richard Gardner und T. Schlumprecht 1999.
Er war Mitglied der Königlich Dänischen Akademie der Wissenschaften. 1984 erhielt er die Lobatschewski-Medaille (für Geometry of Geodesics). Er war Präsident des Bereichs Kalifornien der Mathematical Association of America und im Rat der American Mathematical Society. 1971 wurde er Ehrendoktor der University of Southern California.
Er war sprachlich begabt und sprach außer Deutsch und Englisch Französisch, Spanisch, Italienisch, Russisch und Dänisch. Außerdem konnte er Latein, Altgriechisch, Arabisch und Schwedisch lesen. Für Mathematical Reviews schrieb er Rezensionen über viele russische mathematische Arbeiten und er übersetzte auch. Er las regelmäßig Homers Odyssee und Plato. Im Ruhestand fing er an zu Malen. Er war seit 1939 verheiratet, hatte aber keine Kinder.

## Schriften
- Introduction to algebraic manifolds. Princeton University Press 1939.
- mit Paul J. Kelly: Projective geometry and projective metrics. Academic Press 1953, Dover 2006.
- Convex Surfaces. Interscience 1958, Dover 2008.
- The Geometry of Geodesics. Academic Press 1955, Dover 2005.
- Metric methods in Finsler spaces and in the foundations of geometry. Princeton University Press, Oxford University Press 1942.
- mit Bhalchandra Phadke: Spaces with distinguished geodesics. Dekker 1987.
- Recent synthetic differential geometry. Springer 1970.
- Selected Works, Hrsg. Athanase Papadopoulos. 2 Bände, Springer Verlag, 2018.